# 1. jugoslawische Fußballliga 1935/36
Die 1. jugoslawische Fußballliga 1935/36 war die 13. Spielzeit der höchsten jugoslawischen Spielklasse im Fußball der Männer. Sie begann am 7. Juni 1936 und endete am 2. August 1936.
Meister wurde Titelverteidiger Belgrader SK.

## Modus
Die vorangegangene Qualifikation mit 22 Vereinen für den Ligawettbewerb wurde vom Verband am 15. Dezember 1935 für ungültig erklärt. Die Endrunde wurde stattdessen im K.-o.-System gespielt. HŠK Concordia Zagreb und Hajduk Split erhoben Einwände gegen den Modus und zogen zurück und so wurde der Wettbewerb mit 14 Mannschaften durchgeführt.

## Teilnehmer und Spielorte
| Verein               | Stadt      |
| -------------------- | ---------- |
| Krajišnek Banja Luka | Banja Luka |
| Belgrader SK         | Belgrad    |
| Crnogorac Cetinje    | Cetinje    |
| ŽAK Velika Kikinda   | Kikinda    |
| Radnički Kragujevac  | Kragujevac |
| SK Ljubljana         | Ljubljana  |
| Građanski Niš        | Niš        |
| NAK Novi Sad         | Novi Sad   |
| Slavija Osijek       | Osijek     |
| FK Slavija Sarajevo  | Sarajevo   |
| Građanski Skopje     | Skopje     |
| ŽAK Subotica         | Subotica   |

## Achtelfinale
Die Hinspiele fanden am 7. Juni 1936 statt, die Rückspiele am 14. Juni 1936
|                      | Gesamt |                      | Hinspiel | Rückspiel |
| -------------------- | ------ | -------------------- | -------- | --------- |
| Crnogorac Cetinje    | 4:5    | FK Slavija Sarajevo  | 3:3      | 1:2       |
| Građanski Niš        | 2:5    | Građanski Skopje     | 2:1      | 0:4       |
| ŽAK Velika Kikinda   | 3:7    | NAK Novi Sad         | 0:4      | 3:3       |
| ŽAK Subotica         | 2:5    | Slavija Osijek       | 0:1      | 2:4       |
| Radnički Kragujevac  | 2:6    | Belgrader SK         | 1:2      | 1:4       |
| SK Ljubljana         | 1      | HŠK Concordia Zagreb | –        | –         |
| Krajišnek Banja Luka | 1      | Hajduk Split         | –        | –         |

## Viertelfinale
Die Hinspiele fanden am 21. Juni 1936 statt, die Rückspiele am 28. Juni 1936
|                                  | Gesamt |                     | Hinspiel | Rückspiel |
| -------------------------------- | ------ | ------------------- | -------- | --------- |
| Građanski Skopje                 | 02:12  | FK Slavija Sarajevo | 1:2      | 01:10     |
| Slavija Osijek                   | 0:6    | NAK Novi Sad        | 0:4      | 0:2       |
| Krajišnek Banja Luka             | 1:3    | SK Ljubljana        | 1:3      | 0:0       |
| Belgrader SK erhielt ein Freilos |        |                     |          |           |

## Halbfinale
Die Hinspiele fanden am 5. Juli 1936 statt, die Rückspiele am 19. Juli 1936
|              | Gesamt |                     | Hinspiel | Rückspiel |
| ------------ | ------ | ------------------- | -------- | --------- |
| NAK Novi Sad | 2:4    | FK Slavija Sarajevo | 1:1      | 1:3       |
| Belgrader SK | 6:2    | SK Ljubljana        | 3:1      | 3:1       |

## Finale
Das Hinspiel fand am 26. Juli 1936 statt, das Rückspiel am 2. August 1936
|                     | Gesamt |              | Hinspiel | Rückspiel |
| ------------------- | ------ | ------------ | -------- | --------- |
| FK Slavija Sarajevo | 0:1    | Belgrader SK | 0:1      | 0:0       |